# Vladímir Ivashko
Vladímir Antónovich Ivashko (en ruso: Владимир Антонович Ивашко, en ucraniano: Володимир Антонович Івашко, Volodímir Antónovich Ivashko; 28 de octubre de 1932-Moscú, 13 de noviembre de 1994) fue un político soviético que ocupó brevemente y de forma interina el cargo de Secretario general del Partido Comunista de la Unión Soviética (PCUS) entre el 24 de agosto de 1991, día de la renuncia de Mijaíl Gorbachov al cargo, y el 29 de agosto del mismo año, fecha de la suspensión del PCUS por parte del Sóviet Supremo.
Antes de ser secretario general, Ivashko fue Secretario general suplente de Gorbachov, puesto creado en el XXVIII Congreso del PCUS en julio de 1990.

## Biografía

### Primeros años
Nació en Poltava, en una familia obrera. Estudió en el Instituto de Minería de Járkov entre 1950 y 1956, especializándose en ingeniería de minas. Después de graduarse, fue profesor universitario entre 1962 y 1973. También fue miembro del PCUS desde 1960.

### Carrera política
Comenzó su carrera política en 1973 como secretario del Comité Regional del Partido Comunista en el óblast de Járkov y secretario del Comité Central del Partido Comunista de la República Socialista Soviética de Ucrania, y en 1987 se convirtió en el primer secretario del Partido Comunista en Dnipropetrovsk. En 1988, regresó a Kiev, donde fue elegido segundo secretario por el Comité Central local. En 1989, se convirtió en el secretario general del Partido Comunista de la RSS de Ucrania, sucediendo a Volodímir Scherbitski en el cargo. Además, se convirtió en miembro del Comité Central del PCUS, entre abril de 1989 y noviembre de 1991, y del Politburó entre diciembre de 1989 y noviembre de 1991.
En marzo de 1990, fue elegido como diputado del Sóviet Supremo de la República Socialista Soviética de Ucrania, por el distrito de Darnista. Además fue designado el 11 de julio de 1990 como Secretario General Adjunto del PCUS. También se le ofreció ocupar el cargo de Presidente de la Corte Suprema de la RSS de Ucrania, aunque rechazó el cargo.
El 4 de junio de 1990, se convirtió en el presidente del presídium del Sóviet Supremo de la RSS de Ucrania, aunque no consiguió reelegirse como primer secretario, cargo en el que fue reemplazado por Stanislav Gurenko. También fue elegido presidente de la comisión electoral del XXVIII Congreso del PCUS.

### Agosto de 1991
El 4 de agosto de 1991, el secretario general del PCUS y presidente de la Unión Soviética, Mijaíl Gorbachov, se fue de vacaciones a Foros, en Crimea, mientas que por el momento dejó el cargo de secretario general a Oleg Shenin, ya que Ivashko se encontraba enfermo, y se preparaba para una cirugía. El 19 de agosto, Ivashko se enteró de que el Secretariado planeaba convocar un pleno el 20 de agosto sin el Secretario General, lo cual significaba una especie de "golpe", por lo cual, evitó que se consiguiera convocar la reunión.
Entonces, Shenin celebró una reunión de la Secretaría, donde ordenaba a los primeros secretarios y comités centrales del partido en las repúblicas y regiones, apoyar al Comité Estatal para el Estado de Emergencia, orden que, sin embargo, no fue dada por la Secretaría, sino que únicamente por Shenin. Por lo tanto, Ivashko dictaminó que el documento no era válido, debido a que las órdenes de la Secretaría del Comité Central sólo eran válidas si eran firmadas por él mismo o por Gorbachov.
El 20 de agosto, Aleksándr Dzasojov, secretario del Comité Central, visitó a Ivashko en el sanatorio, y ambos decidieron transmitir un mensaje donde plantearon reunirse con Gorbachov.
A la mañana siguiente, el 21 de agosto, el GKChP ya había sido derrumbado cuando Dmitri Yázov, el ministro de defensa de la URSS, decidió retirar las tropas que se encontraban en Moscú. Ivashko llegó al edificio del Comité Central, y conversó con el vicepresidente de la Unión Soviética, Gennadi Yanáyev, a quien le explicó que debía autorizar a una delegación, en la cual se encontraban Yegor Stróyev, A. S. Dzasokhov y este último, a Crimea, para conversar con Gorbachov. Yanáyev indicó que necesitaba consultarlo, y aunque inicialmente fue negado el viaje de la comisión, aunque finalmente se le permitió a una sola persona de la comisión hacer el viaje. Ivashko entonces viajó, junto con miembros del Comité de Emergencia, desde Vnukovo hasta Foros. A las 18:00 horas, en el Hotel Oktyabrskaya, los miembros del Comité Central realizaron una conferencia de prensa en torno a las acciones del Comité Estatal de Emergencia, y pidieron moderación y serenidad.
A las 02:00 del 22 de agosto, Gorbachov regresó a Moscú, junto con Ivashko. Ese mismo día, Ivashko firmó una declaración de la Secretaría del Comité Central donde afirmaba que toda la responsabilidad por los hechos a varios miembros del Comité Central, así como a la Comisión Central de Control.
Por resolución del Secretariado, se invalidó el decreto emitido el 19 de agosto por Shenin, y ese mismo día fue arrestado. Posteriormente, se llevaron a cabo reuniones individuales del Comité Central en la Plaza Staraya, en las que hubo demandas para su renuncia.
Finalmente, el 29 de agosto, el Sóviet Supremo decretó la suspensión de todas las actividades del PCUS en todo el país.

### Tras el intento del golpe
En el otoño de 1991, al igual que Gorbachov, Ivashko impidió que se celebrara el Pleno del Comité Central. El 17 de octubre, el periódico Nezavisimaya Gazeta entrevistó a Ivashko sobre los sucesos ocurridos en agosto. Desde 1992, se retiró de la vida política, Murió el 13 de noviembre de 1994, a la edad de 62 años. Fue enterrado en el cementerio n.°  2 de Járkov.

## Premios y condecoraciones
- Orden de la Bandera Roja del Trabajo
- Orden de la Amistad de los Pueblos